# Aris Alexandrou
Aris Alexandrou foi um escritor grego.